# Richard Scarry
Richard McClure Scarry [ˈskæri], né le 5 juin 1919 à Boston (Massachusetts, États-Unis) et mort le 30 avril 1994 à Gstaad (Canton de Berne, Suisse), est un auteur et illustrateur américain célèbre pour ses livres d'enfance.
Il a publié plus de 300 livres et a vendu plus de 300 millions d'exemplaires dans le monde entier.

## Biographie
Scarry est né à Boston, où ses parents géraient un magasin. La famille avait une vie confortable même pendant la Grande Dépression. Après ses études au lycée, Scarry s'est inscrit dans une université des affaires, mais a rapidement abandonné. Puis il s'est inscrit dans la School of the Museum of Fine Arts, à Boston. Il y est resté jusqu'au jour où il fut enrôlé dans l'US Army pendant la Seconde Guerre mondiale.
Après la guerre, Scarry travailla pour plusieurs magazines avant son importante percée en 1949 avec Little Golden Books.

### En français
- Avec Kathryn et Byron Jackson. Bill, le brave Cowboy, Ed. Cocorico, Un petit livre d'or, 1951
- La Souris des villes et la Souris des champs (Le Renard et la Corneille, Le Chien et son os), texte de Patricia Murphy Scarry, Éditions des Deux coqs d'or, coll. « Un Petit Livre d'Argent », no 141, 1962; réédition: (Le chien et son os), no 237, 1966; réédition: no 299, 1969; réédition: no 344, 1975
- Le livre des mots, Deux coqs d'or, 1964
- Contes pour l'automne, texte de Kathryn Jackson, Éditions des Deux coqs d'or, coll. « L'Étoile d'or », no 11, 1965; réédition: 187 p., 1972
- Contes pour l'hiver, texte de Kathryn Jackson, Éditions des Deux coqs d'or, coll. « L'Étoile d'or », no 12, 1965; réédition: 1967
- Contes pour le printemps, texte de Kathryn Jackson, Éditions des Deux coqs d'or, coll. « L'Étoile d'or », no 21, 1965
- Contes pour l'été, texte de Kathryn Jackson, Éditions des Deux coqs d'or, coll. « L'Étoile d'or », no 35, 1966
- Contes pour tous les temps, adaptation: Élisabeth Gille, Éditions des Deux coqs d'or, coll. « L'Étoile d'or », no 67, 240 p., 1967
- Entrez dans la ronde, contes choisis par Pierre Marjorie dont deux de Robert Scarry (L'infernal petit lapin et Le secret du castor),  illustrations: Jacques Galan, Éditions des Deux coqs d'or, coll. « L'Étoile d'or », no 93, 239 p., 1969; réédition: 184 p., 1972
- A bientôt, docteur carotte, Deux coqs d'or, 1974
- La vie de tous les jours, RST, 1978
- Chez moi, Chantecler, 1982
- Mes petites histoires préférées, Chantecler, 1999
- Avec Patsy Scarry. Bébé lapin deviendra grand, Albin Michel, 2010
- Avec Patsy Scarry. Bonne nuit, petit Ours, Albin Michel, 2010
- Avec Patsy Scarry. La Surprise d'Oscar, Albin Michel, 2010
- Avec Margaret Wise Brown. Grand indien, petit indien, Albin Michel, 2010
- Avec Kathryn et Byron Jackson. Canard et ses amis, Albin Michel, 2010
- Les Bêtises de Lapinou, Albin Michel, 2010
- Le Grand Livre des transports, Albin Michel, 2010
- Animaux, Albin Michel, 2011
- Mon Trésor d'Histoires du Soir, Albin Michel Jeunesse, 2013